# Polaroid SX-70

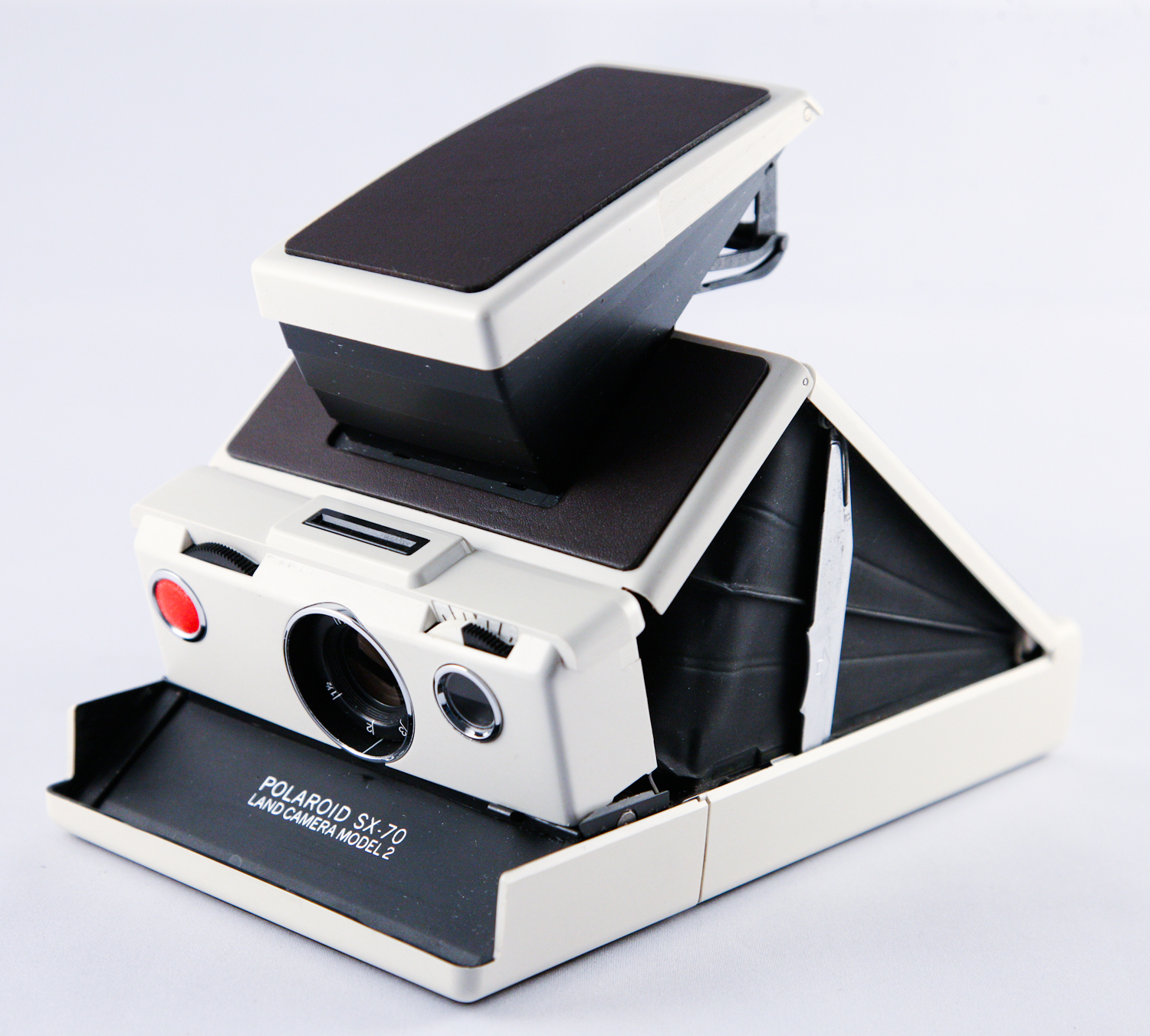
Polaroid SX-70 Model 2, aufnahmebereit

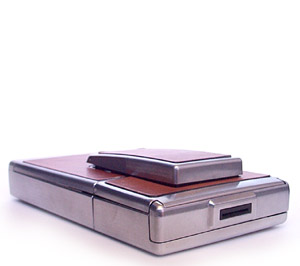
SX-70, zusammengeklappt

Die SX-70 ist eine faltbare Sofortbild-Spiegelreflexkamera, die von Polaroid von 1972 bis 1981 hergestellt wurde. Sie ist sowohl die erste faltbare Spiegelreflexkamera, als auch die erste Kamera für Integralfilm. Der dazugehörige Filmtyp wird ebenfalls als SX-70 bezeichnet.

## Geschichte
Polaroid führte 1947 die von Edwin Land erfundene Sofortbildkamera ein, mit der sich erstmals schnell und ohne Umweg über ein Fotolabor Fotografien anfertigen ließen. Dennoch verlangten diese und nachfolgende Kameras komplexe Handgriffe und Übung, um brauchbare Bilder zu erhalten. Beispielsweise musste der Film, bestehend aus Fotopapier und Negativ, nach der Aufnahme vorsichtig aus der Kamera gezogen, nach 60 Sekunden voneinander getrennt und getrocknet werden (Trennbildverfahren). Im Handbuch der Polaroid Swinger aus dem Jahr 1965 wird der Fotograf beispielsweise gewarnt, dass er einer Menge Schwierigkeiten gegenüber stünde („headed for plenty of picture taking trouble“), falls er die Anweisungen nicht befolge. Aber auch sonst blieben oft Rückstände der Entwicklerchemikalie an den Händen und am Abfall zurück; und der Abfall wurde nicht selten sorglos in die Natur geworfen.
Die SX-70 ist das Ergebnis der Überlegungen zur Lösung dieser Probleme. Laut Firmengründer Land solle man sie „wie eine Geldbörse aus der Tasche ziehen“ können, um sofort ein Bild zu erhalten. Sie wirft ein geschossenes Foto automatisch aus, in welchem das zugehörige Negativ und die Entwicklersubstanz integriert und versiegelt sind. Der Integralfilm war geboren. Auf einer Polaroid-Hauptversammlung im April 1972 stellte Land die neuartige Kamera vor. Auf der Bühne zog er eine zusammengeklappte SX-70 aus seiner Anzugtasche, entfaltete sie und schoss in nur 10 Sekunden eine Serie von fünf Fotos.
Im Verlauf des Jahres begann der Verkauf der SX-70 in Miami im US-Bundesstaat Florida, ein Jahr später in den gesamten USA. Trotz dem für damalige Zeiten hohen Preis von 180 US-Dollar für die Kamera und nochmals 6,90 US-Dollar für eine Filmkassette mit zehn Bildern schaffte es Polaroid, bis Mitte 1974 700.000 Stück zu verkaufen.
Die Technologien, die für die SX-70 und ihren Film entwickelt wurden, ermöglichten später die kostengünstigen, kastenförmigen Sofortbildkameras, von der Polaroid 1000 im Jahr 1977 bis zu den letzten Polaroid-Modellen der frühen 2000er Jahre. Obwohl es sich hierbei nicht um Spiegelreflexkameras handelt, verwenden sie ebenfalls einen großen Spiegel zur Umlenkung des Bildes auf einen Integralfilm.
Spätestens seit der Einstellung der SX-70-Filmproduktion durch Polaroid im Jahr 2005 bauten viele SX-70-Besitzer ihre Kameras um, um die leichter verfügbaren und physisch fast identischen 600er-Filmkassetten verwenden zu können. Durch die Insolvenz Polaroids 2009 wurden aber auch diese Filme vom Markt genommen. Die SX-70 verfügt jedoch über eine große Anhängerschaft, die dafür sorgte, dass die Firma Impossible den Filmtyp SX-70 (gemeinsam mit dem Filmtyp 600) wiederaufleben lassen konnte. Das macht die SX-70 in den 2010er Jahren nicht nur zu einem begehrten Sammlerobjekt, sondern weiterhin zu einer beliebten Kamera für künstlerische Fotografie.

## Eigenschaften

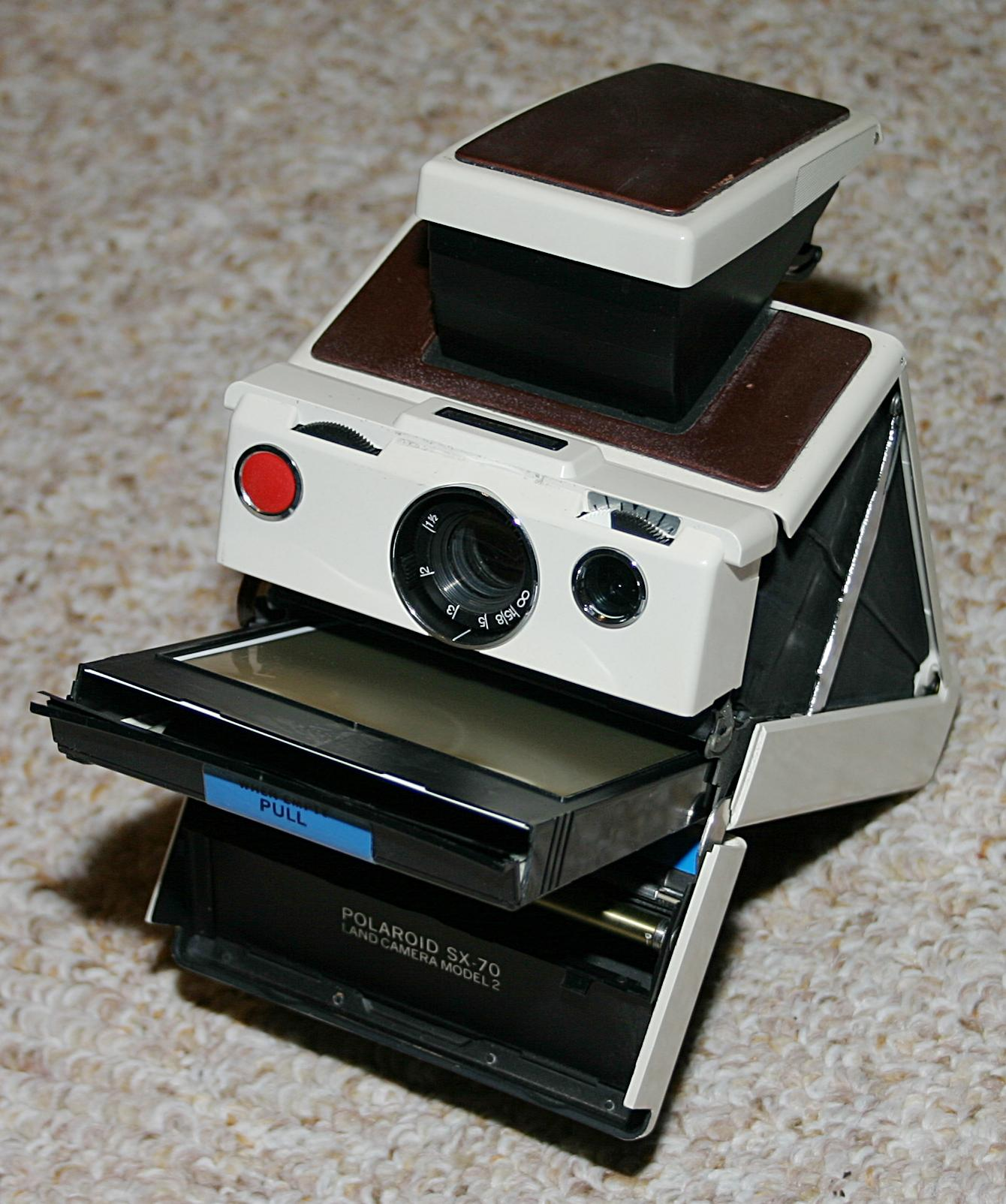
SX-70 Model 2 mit offenem Filmfach, aus dem eine Filmkassette herausragt

Alle SX-70-Kameras haben ein faltbares Kunststoffgehäuse. Ihr Objektiv verfügt über eine Brennweite von 116 mm, eine maximale Blendenöffnung von f/8, besteht aus vier Glaslinsen und kann auf Motive fokussiert werden, die lediglich 26,4 cm entfernt sind. Eine Automatik sorgt mittels einer neben dem Objektiv angebrachten Fotodiode für die korrekte Belichtungszeit zwischen 1/175 und mehr als 10 Sekunden.
Das Spiegelreflexprinzip erfordert einen komplexen Strahlengang, damit ein aufrechtes Bild im Sucher der SX-70 erscheint und bei Auslösung auf den Film projiziert wird. Polaroid erreichte dies durch eine ungewöhnliche Anordnung von drei Spiegeln (davon ein Fresnelelement) in untypischer, asphärischer Form.
Die Einstellung des Fokus kann bei allen Modellen über ein Drehrad neben dem Objektiv erfolgen. Spätere Modelle besitzen zusätzlich ein Ultraschall-Autofokussystem, das in einem Kunststoffgehäuse über dem Objektiv sitzt. Damit konnte eine Spiegelreflexkamera erstmals allein durch Betätigen des Auslösers ein richtig belichtetes und korrekt fokussiertes Bild erzeugen. Für den Ultraschall-Autofokus stellt ein durchsichtiges, aber festes Objekt wie eine Fensterscheibe allerdings ein Hindernis dar. Andererseits funktioniert diese Methode sogar bei absoluter Dunkelheit, bei der selbst modernste optische Autofokusmethoden versagen.
Eine PolaPulse getaufte Batterie versorgt Kameraelektronik und Motorantrieb. Im Gegensatz zu bisherigen Kameras befindet sich diese außerordentlich flache Energiequelle jedoch in den Filmkassetten – so konnte bei der Konstruktion Platz gespart und für eine regelmäßige Erneuerung der Batterie gesorgt werden.
Das Gehäuse verfügt über dem Objektiv über einen Anschlusssockel für eine Flash Bar, die zehn Einwegblitzbirnen enthält. Ein eingebautes Blitzgerät erhielten nur die zwei jüngsten Modelle. Als Besonderheit ist deren Blitzreflektor mit dem vorhandenen Autofokusmotor gekoppelt, sodass er sich auf die Entfernung des Motivs einstellt.

## Modellvarianten
Im Laufe der Jahre verbesserte und ergänzte Polaroid die SX-70, die in verschiedenen Modellvarianten angeboten wurde.

### SX-70 (Original)
Das Gehäuse ist aus glasfaserverstärktem Polysulfon hergestellt, das für metallisches Aussehen mit einer Kupfer-Nickel-Chrom-Legierung bedampft wurde. Die Belederung besteht aus mittelbraunen Echtleder. Die ersten Kameras besaßen im Sucher keine Fokussierhilfe, sodass der Fotograf genau hinsehen musste, ob sein Motiv scharfgestellt ist. Land wollte auf diese Weise den Eindruck vermitteln, direkt auf das Motiv zu schauen. Erst nachdem viele Kunden sich beschwert hatten, dass das Scharfstellen – insbesondere bei wenig Licht – sehr schwierig war, wurde ab etwa 1974 ein Prismenkeil eingebaut, der bei allen weiteren Modellen Standard wurde.

### SX-70 Alpha 1
Alle Verbesserungen, die im Laufe der Zeit an der SX-70 vorgenommen wurden, wurden schließlich im neuen Modell Alpha zusammengefasst. Dazu gehörten die Fokussierhilfe, eine Entfernungsskala auf dem Objektiv, ein Stativgewinde, ein Tragegurt und die Fähigkeit zum Aufhellblitzen (Aufhellen des Motives mittels Blitz bei Tageslicht). Das Gehäuse war nun auch in Schwarz erhältlich, so wie die Belederung auch.

### SX-70 Alpha 1 Model 2
Das zweite Modell unterschied sich von der Alpha 1 hauptsächlich durch das meist elfenbeinfarbene, seltener schwarze, ABS-Gehäuse und die Beklebung mit Porvair-Kunstleder statt mit echtem Leder. Das Material ist anfällig für Kratzer und tendiert mit der Zeit zum Krümeln. Daher wurde es in späteren Serien und den folgenden Modellen durch robusteres Vinyl-Kunstleder ersetzt.

### SX-70 Model 2
Dieses Modell hat eine Fokussierhilfe, aber im Gegensatz zu den Alpha Modellen kein Stativgewinde und keinen Tragegurt. Die meisten sind in weiß gehalten und mit Kunstleder bezogen, welches gerne mit der Zeit krümelig wird. Einige Model 2 haben keine Entfernungsskala auf dem Objektiv.

### SX-70 Model 3
Beim ausschließlich in Schwarz gelieferten dritten Modell handelt es sich nicht um eine weitere Verbesserung der SX-70, sondern um ein abgespecktes Modell. Statt durch den aufwändigen Reflexsucher, der dieselbe Bildsituation wie bei der folgenden Aufnahme wiedergibt, schaut der Fotograf geradeaus durch das Suchergehäuse. Die dadurch überflüssige Spiegelklappmechanik wurde allerdings beibehalten.

### SX-70 Sonar OneStep / TimeZero SX-70 Autofocus

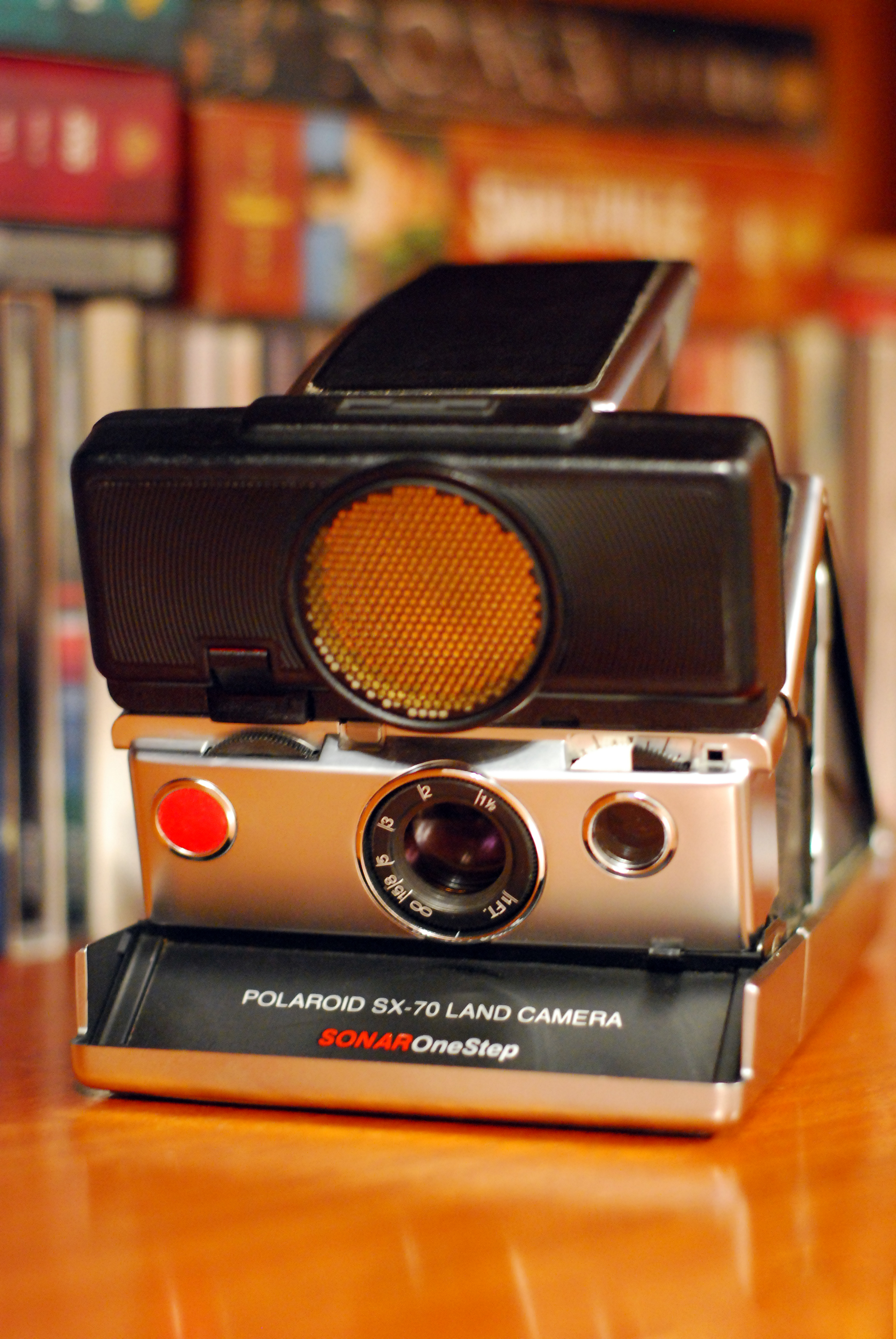
Sonar OneStep, über dem Objektiv befindet sich der Ultraschallsensor

Das 1978 eingeführte Modell Sonar OneStep (engl., etwa ein Schritt) wurde mit einem Ultraschall-Autofokussystem ausgestattet, das in einem schwarzen Kunststoffgehäuse über dem Objektiv sitzt. Dieses Kameramodell war in Chrom oder Schwarz lieferbar.
Die 690 ist keine SX-70 Kamera.

## Zubehör
Für die SX-70 wurde von Polaroid ein umfangreiches Zubehörset angeboten, deren Bestandteile auch einzeln erhältlich waren. Es umfasste eine Nahlinse (Abbildungsmaßstab 1:1 bei einer Entfernung von 5 Zoll), eine Telelinse, einen Fernauslöser, einen Stativadapter, eine Sonnenblende und einen Filterhalter. Es waren spezielle, flache Kamerataschen erhältlich sowie eine Bereitschaftstasche, die sich zusammen mit der Kamera entfalten lässt.
Als Blitz kam ursprünglich eine Flash Bar von General Electric zum Einsatz, die zehn Einwegblitzbirnen enthielt. Später wurden von Polaroid („Polatronic“) und anderen Herstellern auch elektronische Blitzgeräte angeboten. In den 2000er Jahren wurde ein Adapter für den Flash-Bar-Anschluss entwickelt, der das Anschließen von Standardblitzgeräten mittels Blitzsynchronanschluss erlaubt.
Einige Dritthersteller entwickeln teilweise noch immer neue Zubehörprodukte für das Kamerasystem. Spezialisierte Dienstleister bieten Reparaturen oder Umbauten an.

## Filmtyp SX-70

### Merkmale

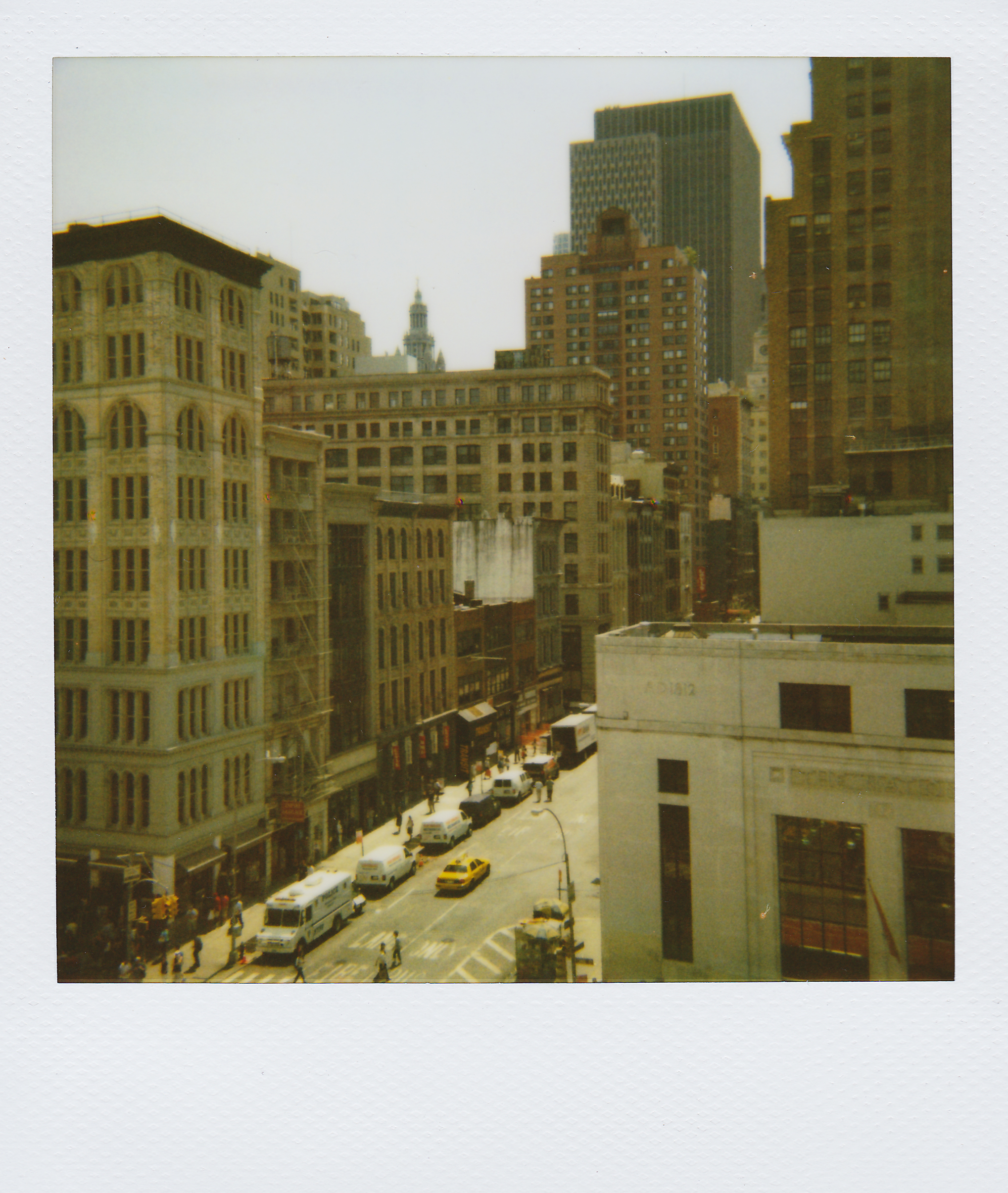
SX-70-Bild mit charakteristischem Rahmen

Polaroid führte den Sofortbildfilmtyp SX-70 als ersten Integralfilm 1972 erfolgreich in den Markt ein. Er besteht (wie der spätere Filmtyp 600) aus einer schwarzen Kunststoffkassette mit 10 gestapelten Bildern und einer Batterie. Eine Feder sorgt dafür, dass nach Auswerfen von Bildern das oberste Bild immer an der Oberseite der Kassette anliegt, der Bildebene. Ein Bild hat das Format 7,9 cm × 7,9 cm mit einem charakteristischen, meist weißen Rahmen im Format 8,8 cm × 10,7 cm, wobei der untere Rand einen Chemikalienbehälter enthält und deshalb breiter ist. Die Filmempfindlichkeit beträgt ISO 150.
Weiteres Merkmal der SX-70-Kassetten (und nachfolgender Polaroid-Integralfilme) war die eingebaute Batterie Polapulse zur Spannungsversorgung der Kamera mit 6 V. Es wurden Zinkchlorid-Zellen eingesetzt, um die Leistungsspitzen des Kameramotors bewältigen zu können.

### Ursprüngliche Filme (1972 bis 2005)
Der originale SX-70-Film ist 1975/76 zum ersten Mal verbessert worden („New Improved Faster Developing!“) und dann noch einmal mit dem Time Zero Supercolor von 1980. „Time Zero“ bedeutete dabei, dass sich das Bild schon innerhalb einer Minute entwickelte, nun war außerdem die Entwicklerpaste schon von Beginn an weiß. Beide Male ist die Bildqualität verbessert worden.
Es existierten außerdem Filme für den professionellen Einsatz wie der Typ 778 (äquivalent zum Time Zero) und der ähnliche 708 (ohne Batterie, für Fotoautomaten und Industriekameras mit eigener Spannungsquelle).
Time Zero wurde bis 2005 hergestellt, unter anderen weil zu dem Zeitpunkt nicht mehr alle chemischen Bestandteile der Filmemulsion lieferbar waren. Restbestände wurden 2008 noch als Artistic TZ mit nur acht Bildern verkauft.

### Neue Filme (2010 bis heute)

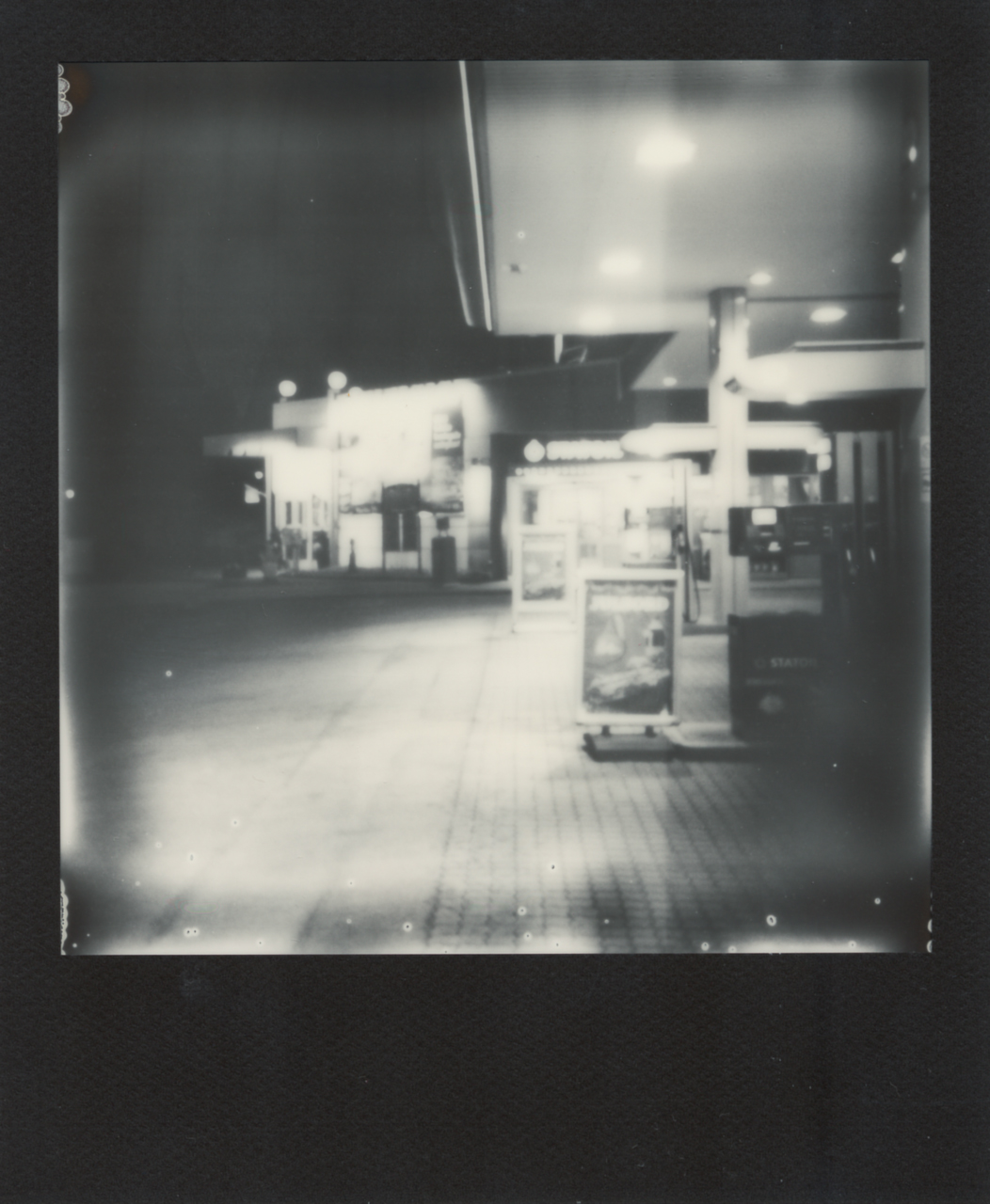
Schwarzweißbild auf neuem SX-70-Film, frühe Version, Sondervariante mit schwarzem Rahmen

Nach dem Aufkauf einer ehemaligen Polaroid-Filmfabrik und eigener Entwicklungsarbeit stellte die Firma Impossible seit 2010 wieder neuen Film vom Typ SX-70 her. Die Kassetten enthalten nur noch acht Bilder, sind aber als Farb- und Schwarzweißfilm und in verschiedenen Rahmenausführungen erhältlich. Im September 2017 wurde die Firma in „Polaroid Originals“ umbenannt und bietet aufbauend auf Impossible-Filme weiterentwickeltes Material an, seit 2020 werden die Filme wieder unter dem Namen Polaroid verkauft.

### Bildmanipulation

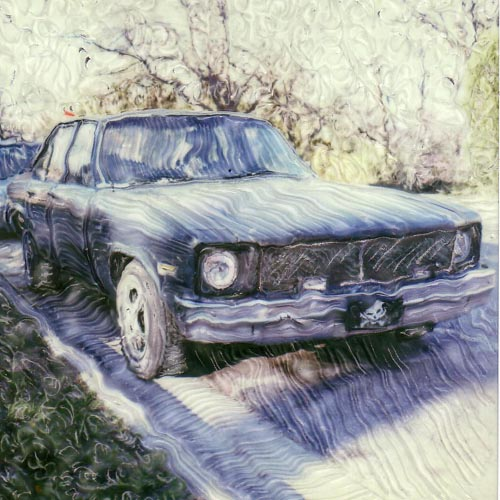
Manipulierte Fotografie eines Chevy Nova

Eine besondere Eigenschaft des von Polaroid produzierten SX-70-Films war die Möglichkeit, ihn während der Entwicklung, und sogar noch darüber hinaus, zu manipulieren. Weil die Mylar-Hülle verhinderte, dass in der gelatinebasierten Filmemulsion enthaltene Feuchtigkeit nach außen dringen konnte, blieb sie einige Tage lang weich. Durch gezieltes Drücken und Verschieben der Emulsion, beispielsweise mit dem Fingernagel, konnte ein dem Impressionismus ähnlicher Gemäldeeffekt erreicht werden.

## Nutzung
Bekannte Fotografen wie Ansel Adams, Andy Warhol, Helmut Newton, Walker Evans und allgemein Künstler nutzten die SX-70 gern.
Der Filmemacher und Fotograf Wim Wenders setzte die SX-70 zum ersten Mal in einem Spielfilm ein. Als wichtiges Requisit und elementarer Bestandteil der Story hatte sie ihr Debüt in Wenders’ Film Alice in den Städten. Als begeisterter und langjähriger Polaroid-Fotograf hörte er während der Vorbereitungen zu diesem Film, der zu Beginn auch in den USA spielt, von der Ankündigung einer völlig neuen Polaroid-Technologie. Er schrieb umgehend die Land-Company an und bat um die Erlaubnis, diese neue Kamera in seinem Film verwenden zu dürfen. Man schickte ihm einen Prototyp und ausreichend Filmmaterial unter der Bedingung, dass der Film erst nach der offiziellen Premiere der SX-70 erscheinen darf. Der Film kam 1974, zwei Jahre nach dem Release der SX-70, in die Kinos. Auch in dem Wenders-Film Der amerikanische Freund kommt die SX-70 vor. Dort macht Dennis Hopper ein Selbstporträt.
Bekanntere Beispiele für die Bildmanipulation sind die Plattencover von Peter Gabriels drittem Album oder von Loverboys Debütalbum. Modernere Integralfilmtypen wie der 600er- oder 1200er-Film besitzen diese Eigenschaft nicht.
In den Jahren 1973 und 1974 verwendeten Astronauten während der Missionen Skylab 3 und 4 eine SX-70, um einen Videobildschirm abzufotografieren. So waren sie in der Lage, das Erscheinungsbild der Sonne von einer Erdumkreisung zur nächsten zu vergleichen.
Obwohl sie nicht preisgünstig war, erreichte die SX-70 in den 1970er Jahren eine gewisse Beliebtheit. Für den breiten Durchbruch des Integralfilms sollte jedoch erst die Polaroid 1000 OneStep sorgen, die mit einem Preis von lediglich 40 US-Dollar die meistverkaufte Kamera im Weihnachtsgeschäft 1977 wurde.